# 廖曉喬
廖曉喬（英語：Xiao-Qiao "Michelle" Liao，1978年6月20日—），為台灣企業家、名媛。

## 生平
廖曉喬自美國波士頓大學平面設計研究所畢業後，旋即被父親廖偉志召回臺灣協助家族企業出任微風廣場藝術總監，成為當時臺灣百貨業最年輕的管理者，其與孫芸芸、楊秀蓉、林牧潔等社交名媛因豪門家世與時尚外表，被媒體封為「微風幫名媛」成為時尚界指標，現任微風集團策略長

## 家族背景
- 父親廖偉志為微風廣場實業（昔稱三橋實業）創辦人，母親林美瑛。上有兄長廖鎮漢，為微風廣場董事長兼執行常務董事。兄嫂為同為社交名媛的孫道存次女孫芸芸。
- 曾與第十一任基隆市市長謝國樑在立法委員任內交往，此事因2024年基隆市市長謝國樑罷免案而被重提。
- 2019年，與小10歲的萬寶投顧研究員董子淳（Alan）結婚，董旋即以30歲之齡被萬寶投顧升遷為協理。[2]
- 2021年1月22日，兒子Tristan誕生。[3]
- 2023年3月，女兒Amelia誕生。[4]

## 外部連結
- 廖曉喬的Instagram帳戶